# Marthe Munsterman
Marthe-Emilie (Marthe) Munsterman (Hengelo, 19 februari 1993) is een Nederlands voetballer die tussen 2007 en 2011 speelde voor FC Twente. In 2011 debuteerde ze in het eerste elftal van de club. In 2017 vertrok ze naar Engeland om voor Everton LFC te gaan spelen, en een jaar later kwam ze terug naar Nederland bij Ajax.

## Clubcarrière
Munsterman maakte in 2007 de overstap van haar amateurvereniging vv ATC '65 naar de jeugd van FC Twente. Vanaf 2009 speelde ze in het beloftenelftal van de club dat onder de naam ATC '65 in de Eerste Klasse begon. Dat seizoen werd ze kampioen met haar elftal en wist ze via de play-offs promotie af te dwingen. Zo speelt ze in seizoen 2010/11 in de hoofdklasse met haar elftal. In januari van 2011 liet trainster Mary Kok-Willemsen haar debuteren in het eerste elftal van FC Twente. Ze viel in in de uitwedstrijd tegen FC Zwolle. Het duel eindigde in een 0-2-overwinning. Later dat seizoen werd ze definitief aan de eerste selectie toegevoegd en werd ze landskampioen met de club. Het seizoen erop veroverde Munsterman onder John van Miert een basisplaats. De tweede seizoenshelft moest ze echter grotendeels vanwege een blessure vanaf de zijlijn toekijken.

## Interlandcarrière
In 2011 werd Munsterman voor het eerst opgeroepen voor Nederland onder 19. In de eerste kwalificatieronde voor het EK 2012 debuteerde ze in de tweede groepswedstrijd tegen Bulgarije. Munsterman speelde de gehele wedstrijd die met 3–0 door Nederland werd gewonnen.

## Statistieken
| Seizoen                             | Club            | Land            | Competitie         | Wedstrijden | Doelpunten |
| ----------------------------------- | --------------- | --------------- | ------------------ | ----------- | ---------- |
| 2010/11                             | FC Twente       | Nederland       | Eredivisie         | 4           | 0          |
| 2011/12                             | FC Twente       | Nederland       | Eredivisie         | 7           | 0          |
| 2012/13                             | FC Twente       | Nederland       | Eredivisie         | 25          | 0          |
| 2013/14                             | FC Twente       | Nederland       | Eredivisie         | 24          | 2          |
| 2014/15                             | FC Twente       | Nederland       | Eredivisie         | 24          | 1          |
| 2015/16                             | FC Twente       | Nederland       | Eredivisie         | 24          | 1          |
| 2016/17                             | FC Twente       | Nederland       | Eredivisie         | 24          | 1          |
| 2017/18                             | Everton LFC     | Engeland        | Super League       | 12          | 0          |
| 2018/19                             | AFC Ajax        | Nederland       | Eredivisie         | 15          | 1          |
| 2019/20                             | AFC Ajax        | Nederland       | Eredivisie         | 12          | 0          |
| 2020/21                             | AFC Ajax        | Nederland       | Vrouwen Eredivisie | 4           | 0          |
| 2021/22                             | AFC Ajax        | Nederland       | Vrouwen Eredivisie | –           | 0          |
| 2022/23                             | AFC Ajax        | Nederland       | Vrouwen Eredivisie | –           | 0          |
| 2023/24                             | FC Utreg        | Nederland       | Vrouwen Eredivisie | –           | 0          |
| Carrière totaal                     | Carrière totaal | Carrière totaal | Carrière totaal    | 175         | 6          |
| Bijgewerkt tot en met 28 april 2020 |                 |                 |                    |             |            |

## Interlandcarrière
Op 20 mei 2015 debuteerde Munsterman voor Nederland in een vriendschappelijke wedstrijd tegen Estland (7 – 0). Ze kwam in de 62e minuut in het veld voor de andere debutant Maran van Erp.
| Interlands van Marthe Munsterman voor Nederland | Interlands van Marthe Munsterman voor Nederland | Interlands van Marthe Munsterman voor Nederland | Interlands van Marthe Munsterman voor Nederland | Interlands van Marthe Munsterman voor Nederland | Interlands van Marthe Munsterman voor Nederland |
| №                                               | Datum                                           | Wedstrijd                                       | Uitslag                                         | Soort Wedstrijd                                 | Doelpunten                                      |
| Als speler bij FC Twente                        | Als speler bij FC Twente                        | Als speler bij FC Twente                        | Als speler bij FC Twente                        | Als speler bij FC Twente                        | Als speler bij FC Twente                        |
| ----------------------------------------------- | ----------------------------------------------- | ----------------------------------------------- | ----------------------------------------------- | ----------------------------------------------- | ----------------------------------------------- |
| 1.                                              | 20 mei 2015                                     | Nederland – Estland                             | 7 – 0                                           | Vriendschappelijk                               | 0                                               |

## Trivia
- Marthe is de dochter van voormalig FC Twente-voorzitter Joop Munsterman.[5]

1 Bastiaen ·
2 Van der Most ·
3 Bormans ·
5 Visscher ·
6 Munsterman ·
7 Cobussen ·
8 Roosjen ·
9 Tromp ·
10 Snellenberg ·
11 De Jong ·
12 Piqué ·
15 Mahieu ·
16 Louwes ·
17 Kruize ·
18 Groenendijk ·
19 Loonen ·
20 De Keijzer ·
21 Paliama ·
22 Van der Zanden ·
23 Van Straten ·
27 Van Schoonhoven ·
28 Op den Kelder ·
32 De Heus ·
50 Koopman ·
Coach: Helbling
· Assistent-trainer: Schefczyk
· Keeperstrainer: El Amraoui